# Badsville
Badsville és una pel·lícula dramàtica d'acció estatunidenca-canadenca del 2017 dirigida per April Mullen i protagonitzada per Robert Knepper i Emilio Rivera.

## Repartiment
- Robert Knepper com Mr. Gavin
- Tamara Duarte[2] as Suzy
- Emilio Rivera com Lucky Lou
- Chelsea Rendon com Helen
- John White com Martin
- Rene Rosado com Georgie
- Douglas Spain com Charlie
- Corbin Timbrook com Chester
- Paul James Jordan com Cutter
- Shelby Janes com Bowling Alley Waitress
- Octavio Pizano com Flaco
- Saxon Trainor com Louise
- Gregory Kasyan com Sammy
- Kelly Cunningham com Theresa
- Benjamin Barrett com Benny
- David Phillips com Chuck
- Kate Campbell com Mare de Sammy
- Ian McLaren com Wink
- Lucas James com Chad

## Producció
Segons la Niagara Falls Review, Mullen va expressar interès a dirigir la pel·lícula després que David Phillips li mostrés el guió.
La pel·lícula es va rodar al Sud de Califòrnia.
El 3 de novembre de 2016, es va anunciar que Epic Pictures va adquirir els drets de distribució de Badsville.

## Recepció
Gary MacDonald de The Globe and Mail va escriure: "Badsville és un lloc lleig, però les tasques d'actuació i direcció d'aquesta pel·lícula independent l'il·luminen considerablement".
Gary Goldstein del Los Angeles Times said, "Oblida't del títol barat, Badsville és un drama criminal potent i profundament sentit sobre deixar anar el passat i sortir de Dodge, abans que sigui massa tard".

## Premis
Va guanyar el premi a la millor pel·lícula al 8è Oaxaca FilmFest del 2017.